# Santo Estêvão do Penso
Santo Estêvão do Penso ist ein Ort und eine ehemalige Gemeinde (Freguesia) im Norden Portugals.

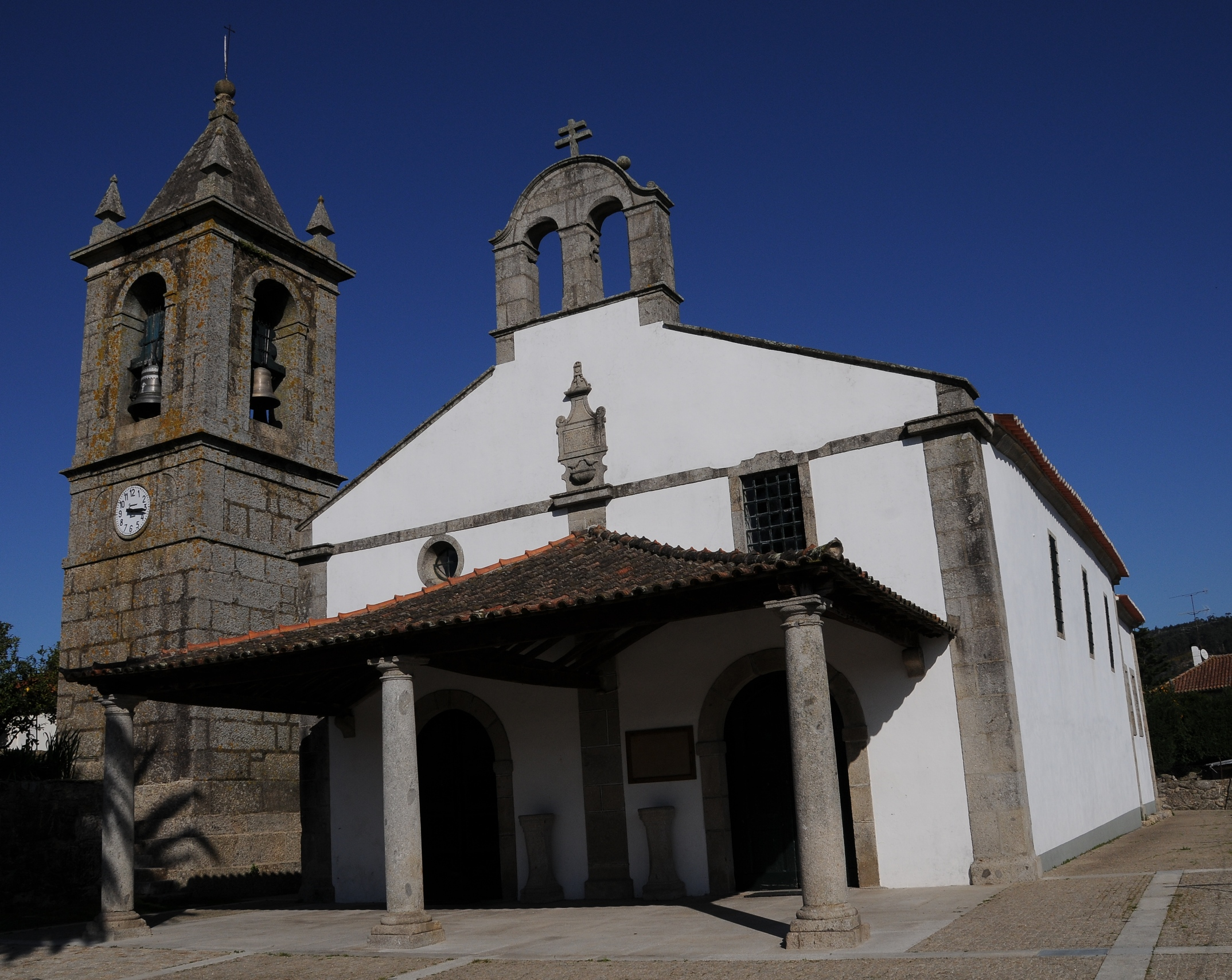
Kirche Santo Estêvão do Penso

Santo Estêvão do Penso gehört zum Kreis Braga im gleichnamigen Distrikt Braga. Die Gemeinde hatte eine Fläche von 2,24 km² und 435 Einwohner (Stand 30. Juni 2011). Der Ort ist nur gering urbanisiert.
Am 29. September 2013 wurden die Gemeinden Penso (Santo Estêvão), Penso (São Vicente) und Escudeiros zur neuen Gemeinde União das Freguesias de Escudeiros e Penso (Santo Estêvão e São Vicente) zusammengeschlossen.